# 인현왕후전
《인현왕후전(仁顯王后傳)》은 저자와 연대 미상의 소설로, 원명은 《인현성모덕행록(仁顯聖母德行錄)》이다. 숙종 때 인현왕후의 곁을 수행했던 궁녀가 수기 형식으로 3인칭 전지적 시점으로 내용이 전개된다. 구도는 전형적인 권선징악 및 여성들에게 특히 인기가 높았던 선량한 조강지처와 간악한 요첩의 대립 구도이다.

## 내용
전체적 개요는 유교 국가였던 조선에서 이상하였던 완벽한 인성과 품행을 가진 요조숙녀로 만백성의 추앙을 받던 인현왕후가 천박하고 악독하였던 첩 희빈 장씨의 간계로 인해 폐비됐다가 권선징악의 구도에 따라 복위되고 희빈 장씨는 참혹한 최후를 맞이한다는 내용이다.
태생부터 성스러웠던 인현왕후는 아름다운 자태와 완벽한 인성, 요조숙녀의 품행과 재기, 높은 학문을 갖춘 여인으로 성장하며 외조부인 송준길과 중부 민정중의 찬사와 각별한 사랑을 얻음과 동시, 집에서 부리던 노비들을 통해 이웃들에게도 널리 알려져 일찍부터 명성과 칭송이 높았다. 이러한 가운데 경신년(1680년, 숙종 6) 겨울(冬), 숙종의 원비(元妃) 인경왕후 김씨가 후사를 남기지 못한 채 승하하여 대왕대비(장렬왕후)가 이를 근심해 간택령을 내리자, 일찍이 인현왕후가 후비(后妃)의 덕색(德色)을 지녔다는 이야기를 자세히 들은 바 있던 청풍부원군 김우명이 대비와 송시열에게 그녀를 추천하니, 대비가 궁인을 보내어 이를 확인한 후 크게 기뻐하며 대혼을 결정했다.
하늘마저 축복하듯 화창하고 상서로운 기운이 가득한 가운데 대례식에 나타난 인현왕후의 아리땁고 성스런 자태에 만백성과 궁 안에 있던 모든 이들이 크게 놀라 황홀해하였고, 두 대비와 숙종 역시 크게 기뻐하여 사랑하고 귀하게 여겼다. 그러나 숙종의 사랑이 아무리 지극하여도 오랜 기간 수태가 되지 않던 가운데 계해년(1683년, 숙종 9) 겨울, 숙종이 두환에 걸려 증세가 위독하자 인현왕후와 대비(=명성왕후)가 주야를 가리지 않고 정성을 바치고 숙종의 무사쾌유를 기도하던 가운데 연로한 대비가 홀로 하겠다는 인현왕후의 만류를 무릅쓰고 함께 찬물에 목욕하고 엄동설한에 단에 올라 주야로 기도하다가 결국 병을 얻어, 그 정성에 숙종은 쾌유했으나 대비는 향년 42세의 나이로 승하하여 효성이 남달리 지극했던 인현왕후가 애통해하며 3년상을 정성으로 받들었다. 3년 후 대비의 3년상을 마치고 혼전을 파한 가운데, 궁인 장씨가 후궁에 참예하니 곧장 희빈에 봉해졌다. 간교하고 민첩혜할한 희빈은 숙종의 비위를 잘 맞춰 숙종이 극히 총애하였으나 효심이 지극하고 투기를 할 줄 모른 인현왕후는 죽은 시모에 대한 그리움과 애뜻함에 빠져있어 전혀 경계를 하지 못했다.
무진년(1688년, 숙종 14) 정월, 숙종의 나이가 거의 30이 됐지만 자식 하나 보지 못하심에 근심한 인현왕후는 숙종에게 어진 후궁을 뽑아 자손 보기를 날마다 힘써 권하니, 결국 숙종이 인현왕후의 깊은 덕성에 감복하여 후궁 간택령을 내려 숙의 김씨를 후궁으로 뽑았다. 인현왕후가 김씨에게도 역시 예로 대접하고 은혜로 거느리니 김씨를 비롯하여 모두가 인현왕후의 성덕에 크게 탄복했으나 희빈의 시기는 커져갔다. 이 해 8월, 생전 대비 김씨와 더불어 인현왕후를 지극히 사랑하고 비호해주던 대왕대비 조씨(장렬왕후)마저 승하하고, 같은 해 10월 희빈이 왕자를 생산하니, 득남의 기쁨에 빠진 숙종이 희빈과 왕자를 지나치게 사랑하게 이르러 희빈이 자기 분수를 잊고 참람한 뜻과 방자한 마음을 일으켜 인현왕후의 국모 지위를 찬탈하기 위해 인현왕후를 헐뜯고 모함하기 시작했다. 뛰어난 성덕과 절세가인의 용색으로 이미 모든 이의 인망을 차지한 인현왕후를 모함하는 희빈의 언동에 숙종은 그녀의 말을 믿지 않고 인현왕후를 투기하는 것이라 여겨 왕자를 생각해 대수롭지 않게 넘겼으나 인현왕후가 신생왕자를 해치려한다는 희빈이 퍼트린 소문이 궁인들을 통해 숙종에게까지 닿으니 숙종이 결국 인현왕후를 점점 의심하게 되어 더 이상 찾지 않으며 박대하기 시작했다. 이에 희빈은 악한 교태로 숙종을 미혹하며 왕자를 방패 삼으니, 숙종이 결국 장씨에게 완전히 빠져 흑백을 분별할 수 없는 지경에 이르러 어진 신하는 모두 물리치고 간신을 많이 뽑아 쓰게 됐으며, 희빈은 이들과 결탁하여 국모의 자리를 찬탈할 계략을 꾸몄다.
이러한 분위기 가운데 기사년(1689년, 숙종 15) 여양부원군 민유중(인현왕후의 부친)이 사망하여 인현왕후가 애통해 침식을 거르며 애절하게 슬퍼하느라 궁 안팎 돌아가는 사정을 전혀 모르니, 종친들과 궁인들, 대신들이 이를 안타까이 여겨 인현왕후가 힘을 내어 정신을 되찾도록 4월 23일 인현왕후의 탄일에 소소히 탄일 하례 연회를 마련해 올렸는데, 이미 인현왕후를 폐비할 작정을 한 상태로 현숙하고 완벽한 인현왕후에게서 흠을 찾아내려 하고 있던 숙종이 이를 절호의 기회라 여겨 내전으로 달려가 연회를 중단하고, 음식을 모두 땅에 파묻게 하고 탄일 하례 서신 및 선물 단자를 모두 주인에게 돌려보내라 명하였다. 이에 인현왕후가 기가 막히고 억울하여 내게 무슨 죄가 있어 이러하시냐 눈물로 호소한 것이 남편에게 대들었다는 빌미가 되어 폐출이 선포됐다. 대신들 및 왕실 내외척들이 크게 놀라 숙종을 만류하였으나 목창명 등 간신들이 이를 기회로 여겨 숙종을 부추기니 이 과정에서 충신 박태보가 인현왕후를 위해 나섰다가 모진 신형 끝에 목숨을 잃었고, 결국 인현왕후는 폐비되어 친정에 돌아가게 됐다. 명안공주 등이 이 소식을 듣고 달려와 인현왕후를 위해 통곡하며 후일을 기약하고, 무수한 궁녀들이 인현왕후를 붙들고 눈물을 쏟아 궁을 떠나지 못한 가운데, 숙종이 내전으로 달려와 즉시 폐비를 궁에서 내쫓을 것을 닥달하니 인현왕후가 혼연히 가마에 올라 친정으로 돌아갔고, 궁녀 7~8인이 그녀를 쫓아 통곡하며 따라감에 백성들이 이를 듣고 모이기 시작하여 하늘이 내린 국모 내쫓기시는 걸 알고 통곡하며 길을 막고, 선비 수백 명이 버선발로 따라가 방성대곡하니 천지가 진동하였다.
친정에 돌아간 인현왕후는 큰 오빠 민진후의 장녀(전처 이씨 소생, 조영진의 모)와 궁녀들만 놔두고 부부인(계모 풍창부부인 조씨) 등을 모두 저택에서 나가게 한 뒤 정당(正堂: 본채)을 폐하고 하당(下堂: 별채)에 머물게 됐는데 궁중에서 의식을 대주지 않아 본가에서 대어주는 조석 수라를 받아 먹다가 이후 건물 등의 식재료로 대체했다. 조씨 등과 더불어 노비 역시 함께 내쳤던 탓에 저택은 금방 흉가가 되고 풀도 매지 않아 길게 자라 버린 탓에 사람들이 주변을 지나가지 않게 되자 귀신이 나타나기 시작해 모두가 두려워하던 가운데, 어느 날 새끼를 밴 큰 개 한 마리가 집으로 들어와 궁인들이 내쫓아도 자꾸만 다시 돌아오니 인현왕후의 지시 아래 밥을 주며 내버려두자 10여 일 뒤 새끼 셋을 낳아 네 마리가 함께 성모 계신 이 저택을 수호하여 귀신들이 더 이상 나타나지 않아 비로소 편안해지기 시작했다. 이토록 험난한 폐비 생활 중 부친 3년상을 마친 인현왕후가 더욱 애처롭게 서러워하여 자주 아프기 시작했다.
인현왕후가 폐비된 후 왕비에 이른 희빈 장씨와 그 오라비 장희재가 욕심이 많고 고약하여 팔도에서 재물을 긁어들이고, 희빈이 방약무인하여 발악을 일삼아 궁녀를 엄형하며 포악한 말과 교만한 행실을 벌이니 숙종이 그녀의 실체를 비로소 파악하고 후회하던 가운데, 임신년(1692년, 숙종 18) 꿈에서 명성왕후를 만나 계시와 호통을 받고 인현왕후의 억울함과 희빈의 요음간악함을 완전히 깨달아 희빈을 멀리하고 인현왕후를 그리워하게 됐다. 이러한 숙종의 변화를 깨달은 희빈이 크게 염려하다가 갑술년(1694년, 숙종 20)에 무옥을 다시 일으켜 어진 이들(노론)을 죽이고 인현왕후를 사형시키려 흉모를 꾸민 가운데 숙종이 장씨의 흉계임을 알고 인현왕후를 다시 복위시키고자 환국을 일으켜 흉신(남인)·간신(소론)을 모두 물리치고 옛 어진 신하(노론)를 다시 부르신 뒤 3월부터 대전별감에게 인현왕후가 머물고 있는 안국동 친정을 3차례 둘러보게 하곤 4월 9일 비망기를 내려 인현왕후의 무죄함을 밝히고 별궁으로 모시란 명을 내렸다. 그러나 인현왕후가 겸양하며 문을 열어주지 않으니, 애닳은 숙종의 독촉어린 어명과 지친들의 간곡한 권고에 4월 21일에 이르러서야 비로소 문이 열렸지만 스스로 국모의 자격이 없다 복위를 겸양하는 인현왕후에게 숙종이 여러 서찰을 보내어 위로하며 간청하니 인현왕후가 비로소 왕명을 받들어 의복금침을 받아입고 4월 27일 호화로운 행렬과 만백성의 환호로 다시 궁으로 돌아와 숙종의 눈물 어린 환영 아래 해후하여 다시 국모로 복위했다. 이때 희빈은 왕비에서 다시 후궁인 희빈으로 돌아가 숙종의 혐오어린 어명 아래 강제로 옛 처소인 영숙궁 취선당(현 낙선재 위치)으로 끌려가 유폐됐는데, 이는 숙종이 희빈을 폐하여 중벌을 내리려다가 세자의 어미인 것을 감안하여 강등과 유폐로 선처한 것이다. 이후 숙종은 희빈의 처소를 단 한 번도 찾지 않고 국사가 없을 때면 인현왕후의 처소를 떠나지 않으며 정성을 쏟을 뿐이었다.
이에 원한을 품은 희빈이 인현왕후에게 왕후의 예를 올리기를 거부하는 방자한 행위를 거듭하며 어린 세자를 걸핏하면 폭행하여 골병에 이르게 하니, 숙종이 분개하여 세자를 희빈에게 가지 못하게 하고 인현왕후의 슬하에 두자 세자가 곧 아리땁고 선량한 인현왕후의 극진한 사랑 아래 포악한 생모를 곧 잊어버렸다. 더 이상 세자를 통해 유세하는 것조차 할 수 없게 된 장씨가 분통하여 독약을 구해 인현왕후의 독살을 꾀하였으나 이 또한 현명한 인현왕후의 조치와 인현왕후를 추종하는 모든 궁인들의 감시 아래 실패로 돌아가니, 종국엔 제주에 유배 중인 오라비 장희재의 처 숙정과 공모해 요사한 무녀와 흉악한 술사를 구해 주야로 모의하며 처소 서편에 신당을 배설하고 각색 비단으로 흉악한 귀신을 만들어 앉히고 인현왕후의 성씨와 사주팔자를 쓴 종이를 걸어 궁녀에게 화살을 주어 하루 세 번씩 쏘게 만들고 흉한 해골을 구해 가루로 만들어 인현왕후의 옷에 뿌려두고 오색 비단으로 요귀·사귀를 만들어 밤중에 정궁 북벽 섬돌 아래 묻는 등 저주하였으니, 이것이 효과가 있어 경진년(1700년, 숙종 26) 중추부터 인현왕후가 병들기 시작하였다. 숙종이 정사를 보지 않을 때면 인현왕후의 옆을 지키며 정성을 쏟았으나 신사년(1701년, 숙종 27) 5월부터 병환이 중해져 몸을 가눌 수 없게 됐고 7월 위독해져 8월 14일 사시(巳時: 오전 9시-11시 사이) 향년 35세 나이로 창경궁 경춘전에서 사망했다. 궁중이 모두 슬픔에 빠지고, 특히 숙종이 애통하여 방성통곡하며 과도히 슬퍼하니 모두가 안절부절하는 가운데, 장씨는 기뻐하여 무당과 술사들과 상의 끝에 그녀의 생일인 9월 초7일에 굿을 한 뒤 신당을 없애기로 하고, 9월 7일이 되자 무당 술사들을 불러 처소에서 은밀히 탄일 연회를 벌이고 인현왕후의 죽음을 치하하며 촛불을 밝히고 무당·술사의 설법을 진행했다. 이런 가운데 숙종이 그간 단 한 번도 찾지 않았던 취선당에 은밀히 거둥하였으니, 바로 직전 인현왕후를 그리워하며 깜빡 잠이 들었다가 꿈에서 예전에 죽은 내시에게 인도를 받고 인현왕후의 영혼을 마주하여 인현왕후의 죽음의 원인이 장씨에게 있음을 계시받아 인현왕후의 계시대로 친히 취선당에 달려온 것이었다. 모두가 애달파하는 국상 중에 잔치를 벌여 술을 마시고 깔깔 웃는 정황도 기막히거니와 인현왕후의 죽음을 기뻐하며 희빈의 복위를 축복하는 것에 격노한 숙종은 친히 취선당을 수색해 화살 맞은 구멍이 무수한 인현왕후의 화상 등을 찾아내 꿈에서 인현왕후에게 들은 계시가 사실임을 확인하고 친국을 열어 희빈의 주변 것들을 문초하니 애초 충성이 없던 것들이라 형문을 받자마자 범죄를 줄줄이 자백하여 을해년(1695년, 숙종 21)부터 신당을 배술하고 무녀·술사로 축원하여 중궁이 죽고 장씨가 복위하길 빌었다고 절절이 아뢰며 죄를 전가하기 위해 이름댄 이들이 줄줄이니 하루에 사형된 죄인이 10여 인씩이나 됐다. 소식을 접한 대신들이 세자의 처지를 걱정해 숙종에게 희빈을 용서하여 줄 것을 간절히 청하였으나 숙종의 결단이 이미 확고한 지라 세자에게 아부하기 위해 희빈의 용서를 구하는 최석정(소론) 등 간신들을 유배하고 "옛 한무제도 무죄한 구익 부인을 죽였거니와 이제 장녀는 오형지참을 할 것이요."라며 희빈에게 엄형을 구형하건데, 세자의 처지를 걱정하여 벌을 감하여 신체를 온전히할 수 있는 사사형을 내리고 궁인을 명하여 희빈에게 사약을 기다리지 말고 세자를 위해 스스로 자진할 것을 전교하였다. 그러나 세자의 형세를 믿고 정말 죽이기야 하랴, 장씨가 "내 무슨 죄가 있어서 사약하리요. 구태여 나를 죽이려거든 내 아들을 먼저 죽이라."며 사약 그릇을 엎고 궁녀를 호령하니, 궁녀가 힘으로 제압할 수 없어 숙종에게 이 사실을 알리자 숙종이 그 더러운 얼굴 보기 싫어 약을 보낸 것이니 아들 위해 자진하여 삼척지율을 피하라는 어명을 다시 전달했지만 장씨의 불순 포악한 소리가 악착 같으니 결국 숙종이 옥교를 타고 영숙궁에 친림하여 좌우를 호령해 장씨를 당 아래 끌어내려 꾸짖고 눈 앞에서 사사형을 집행시켜 발악하는 장씨를 여럿이 강제로 붙잡아 막대로 입을 벌리게 하고 사약을 세 그릇 연이어 쏟아 부어 버리자, 경각에 오장이 다 녹아 일곱 구멍에서 검은 피가 솟아나 죽게 됐다. 숙종이 불쾌해하며 시체를 즉각 궁 밖에 버리게 하고 외전으로 돌아갔다가 다음날 세자의 정리를 보아 초초히 예장토록 명하시어, 소금장을 덮어 다음날 입관하려 하니 하룻밤 사이 신체가 다 녹아 검은 피만 방 안에 가득하고 흉악한 냄새가 진동하니 형벌로 죽은 것보다 못한 지경이라 천벌을 받은 것이었다. 장희재 역시 숙종의 엄명 아래 사지가 갈갈이 찢어져 죽으니 백성들이 군기시 앞에서 막대에 신체 조각을 꿰어들고 기뻐하였다. 10월 13일 숙종이 친국옥사를 다 결단하고 인현왕후의 혼전에 친히 임하여 직접 제문을 지어 제사를 지내니 그 내용과 정성이 절절하여 좌우 우러러 눈물을 금치 못하였고, 성모(=인현왕후)의 은애를 받고 자란 세자가 악독한 생모 탓에 부끄러워 죄인을 자처하며 세자의 자리를 사양하니 숙종이 부자지정과 인현왕후가 생전 세자를 극진히 아끼고 사랑했던 것을 떠올려 세자를 위로하며 면죄하였다. 나라 체면에 곤위를 비울 수 없어 조정이 여러 번 아뢰니 슬퍼 듣지 않으시다가 마지못해 임오년(1702년, 숙종 28) 중궁 간택을 하여 경은부원군 김주신의 따님(=인원왕후)을 뽑아 왕비 책봉하시니 조하를 받으실 때 인현왕후가 떠올라 눈물을 그치지 않으시니 비빈 궁녀 다 서러워 울었다고 한다.

## 모순
- 저자는 인현왕후가 왕비가 되었을 때(숙종 7, 1681년)부터 곁에서 수행했던 궁녀였음을 자칭하고 있으나 소설 마지막 부분에 "(중략) 즉위하시니 이 어른이 곧 영조대왕이시다. 효의가 출전하시며 요순의 도덕이 계시어 50여년 태평을 누리시니 (중략)"란 대목이 있다. 영조는 1776년(영조 52)에 사망하여 영종(英宗)의 묘호를 얻었으며, 1889년(고종 26)에 영종에서 영조(英祖)로 묘호가 개칭됐다[1]. 따라서 이 소설은 영조의 사후인 조선 말기 정조~순종 연간 사이의 한 시점에 집필됐거나[주 6] 20세기 초 근대 작가에 의해 집필된 것으로 추정되며, 연대상 저자는 인현왕후를 모신 궁녀일 수 없다.

## 실제 역사와의 차이
- 소설에선 장렬왕후 조씨가 숙종의 재혼을 주도하였던 것으로 쓰여있으나, 실제로는 명성왕후 김씨가 주도하여 강행했던 것이다.

- 청풍부원군 김우명은 숙종 1년(1675년)에 이미 사망했다. 숙종 6년(1680년) 10월에 인경왕후가 사망하자 명성왕후 김씨(당시 왕대비, 현종비, 숙종모)에게 인현왕후를 후임 왕비로 추천한 건 청성부원군 김석주(명성왕후의 4촌 종형, 서인 한당 종주 김육의 적장손, 삼복의 옥과 경신대출척의 설계자)였다.

- 소설에선 인현왕후의 책비례 당시 날씨가 화창하고 상서러운 기운이 가득해 하늘도 축복하는 태평 국모라 묘사하고 있으나 실제로는 인현왕후가 왕비로 간택되면서부터 연이어 지진이 발생하였고 책비일엔 인명피해가 발생할 정도의 대지진이 일어나 모두가 흉한 조짐이라 여겨 불길해하던 가운데 책비례가 강행됐다.[2][3] 책비례 당시의 지진은 기사년(1689년, 숙종 15) 1차 왕비 교체 당시 인현왕후가 폐비될 때에도 거듭 강조되어 폐비 사유 중 하나로도 적용됐다.[4]

- 소설에선 장렬왕후가 명성왕후와 더불어 인현왕후를 지극히 사랑하며 든든한 지지 기반이 되어준 양 묘사하고 있으나 장렬왕후는 명성왕후가 제 권력을 위해 왕실 최고 여성의 고유 권한과 국법을 침범하여 멋대로 택비한 인현왕후를 신혼 초부터 숙종 이상으로 못 마땅하게 여겼던 인물임과 동시에 희빈 장씨를 수양딸처럼 사랑하며 비호해주었던 인물로, 인현왕후의 폐비 사유 중 하나가 '장렬왕후(東朝)에게 불충불효하여 무함하고 핍박해 장렬왕후가 눈물과 근심으로 최후를 맞이했다'였다. 이로 인해 민진원이 완성한 《숙종실록》, 민진원의 개인저서인 《단암만록》, 영빈 김씨의 6촌 외재종형인 농수 이진정(필명 이문정)이 제목 그대로 항간에 퍼져있는 소문을 모아 재구성한 《농수 수문록》 등엔 장렬왕후에 대한 불평 및 장렬왕후의 근족인 조사석과 영풍군부인을 절대악으로 평가하였는데 이로 인해 구학설에선 장렬왕후·조사석·영풍군부인 부처를 남인으로 정의하는 오류[주 7]를 일으키기도 했다.

- 소설에선 무진년(1688년, 숙종 14) 초에 숙의 간택이 있었던 것으로 그려지나 숙의 간택은 1686년(숙종 12) 초에 있었다.[5]

- 소설에선 여양부원군 민유중이 기사년(1689년, 숙종 15)에 사망한 것으로 쓰여있으나 민유중은 1687년(숙종 13)에 사망했다.[6]

- 소설에선 기사년(1689년, 숙종 15) 숙종의 여동생인 명안공주가 인현왕후의 폐비 소식을 듣고 급히 입궁하여 인현왕후를 잡고 어쩔 줄 몰라하였다고 서술하고 있으나 명안공주는 숙종 13년(1687년)에 이미 사망했다.[7]

- 소설에선 인현왕후가 유폐 중인 사제에 나타난 것이 귀신이라 쓰여있지만 실제로는 백성들이 범죄 목적으로 침범한 것이었다.[8] 소설에선 인현왕후가 만백성의 추앙과 보호를 받은 것으로 설정했기에 귀신으로 각색한 것으로 추정된다.

- 인현왕후는 폐비 기간 중 초기 1~2년 남짓만 유폐지인 친정에 머물렀을 뿐이고 이후 이곳을 은밀히 이탈하여 외가의 사유지 중 한 곳이었던 경북 김천시에 위치한 청암사에서 3년간 머물며 복위를 도모했다.[주 8]

- 숙종은 2차 왕비 교체를 전후하여 인현왕후의 무죄를 선포한 적이 없다. 인현왕후의 복위 사유는 '두 자전의 삼년상을 함께 지냈던 처라 삼불거에 해당되며 자전께서 친히 택하시어 각별히 사랑하셨던 며느리이기도 한데 내치기까지 했던 것은 다소 과한 점이 없지 않다. 이젠 스스로 죄를 간절히 뉘우치고 있으니 특별히 복위한다.'였다. 더불어 희빈 장씨는 소설의 내용에서처럼 죄가 있어 왕비에서 후궁으로 강봉된 것이 아니라 삼불거로 숙종과 인현왕후의 이혼 관계가 취소됨에 따라 이혼 전의 입장이었던 희빈으로 돌아간 것에 불과하다. 이는 태종 때 혼인법을 개정하고 적서차별법을 세우면서 이혼이 급증하자 정부가 이혼을 취소함과 동시에 차후 이혼을 방지하기 위해 고전 속 단순 의리에 불과했던 삼불거를 정식 이혼법으로 채택하면서 연동된 중혼법에 의거한 것이다.

- 소설에선 희빈이 왕세자를 폭행하여 숙종이 희빈과 만나지 못하게 명하였다고 쓰여있지만 실제로는 인현왕후가 왕세자와 희빈의 만남을 제한하였다. 한편 민진원은 이에 대해 희빈이 걸핏하면 왕세자를 꼬집고 폭행하여 인현왕후가 왕세자를 가여이 여겨 모친을 만나지 못하게 한 것이라 주장했다.

- 소설에선 9월 7일이 장씨의 생일이라 주장하고 있으나 《승정원일기》에 기록된 장씨의 생일은 음력 9월 19일이다. 또한 숙종이 장희재를 처형하란 비망기를 내린 건 9월 23일, 장씨에게 자진하라는 비망기를 내린 것은 9월 25일이다.